# Sant'Andréa-d'Orcino
 Sant'Andréa-d'Orcino  là một xã của tỉnh Corse-du-Sud, thuộc vùng Corse, trên đảo Corse ở Pháp.